# Novacyt
Novacyt est une entreprise franco-britannique spécialisée dans le développement, la fabrication et la commercialisation de produits de diagnostic in vitro et moléculaire. Ses activités sont concentrées au Royaume-Uni (Camberley, Surrey) et en France (Vélizy-Villacoublay).
Grâce à son réactif RT-PCR pour dépister le COVID-19, elle est devenue un gros fournisseur du Royaume-Uni pour ce réactif. Son chiffre d'affaires semestriel est multiplié par 10 en un an, passant à 72 millions d'euros au 1er semestre 2020, et sa valorisation boursière est multipliée par 37 du 1er janvier au 1er octobre 2020, atteignant 819 millions d'euros le 6 novembre 2020, ce qui fait de cette entreprise la 1re capitalisation des biotechs françaises,.
Cependant, à la suite de la perte d'un contrat majeur au Royaume-Uni, l'apparition de vaccins contre la Covid-19, et, les difficultés pour écouler sa production dans un marché toujours plus concurrentiel, sa capitalisation boursière chute et atteint au 16 novembre 2022 un minimum de 52 millions d'euros.
Dans un marché du test Covid-19 de plus en plus concurrentiel, Novacyt est amenée à devoir diversifier les domaines d'applications de ses diagnostics. La société opère ainsi depuis début 2022 une transition post-Covid-19 ambitieuse, avec pour résultat le développement ou la sortie de plusieurs tests de détection virale : virus gastro-intestinaux, transplantations, variole du singe, maladies infectieuses, arbovirus, etc.

## Historique
La société est créée en 2006. Elle entre en bourse en octobre 2012.

## Principaux produits
La société développe à l'origine et commercialise un système automatisé pour l'analyse cytologique (NovaPrep).
En janvier 2020, la société annonce que sa division Primerdesign a mis au point un test pour le COVID-19. Le 7 avril 2020, ce test figure dans une première liste de 2 tests approuvés par l'Organisation Mondiale de la Santé, qui indique qu'il est plutôt adapté aux petits laboratoires. Ce test donne lieu à la signature d'un important contrat avec le gouvernement britannique en avril 2020, suivi de l'annonce d'un deuxième contrat en septembre 2020.

## Litige avec le gouvernement britannique
Le 9 avril 2021, Novacyt annonce le non-aboutissement de ce deuxième contrat de fourniture avec le DHSC (Department of Health and Social Care - ministère de la santé britannique), et, également être désormais en litige avec ce dernier. Le 25 avril 2022, le DHSC annonce avoir émis une réclamation pour ce contrat auprès de Primerdesign Ltd ainsi que Novacyt SA, pour un montant de 134,6 millions de Livres Sterling.
Novacyt contre-attaque le 15 juin 2022, en déposant une défense de la plainte du 25 avril, ainsi qu'une contre-plainte de 81,5 millions de Livres Sterling.

## Transition post-Covid-19 par la diversification
Dans sa volonté de ne plus dépendre uniquement du Covid-19 ni du marché britannique, Novacyt, sous l'impulsion de David Allmond, cherche à diversifier ses diagnostics, tout en utilisant les technologies que la société a développées et améliorées lors de l'épidémie de Covid-19. La société sort ainsi, le 28 juin 2022, un test PCR de détection de la variole du singe. Quelques jours avant, sortait un autotest rapide pour la détection du Covid-19, basé sur la salive. 
Le 7 juillet 2022, lors de la présentation du Chiffre d'Affaires du 1er semestre 2022, Novacyt annonce le développement de tests PCR pour les virus gastro-intestinaux, ainsi que pour l'adénovirus F Type 41. De plus, la société est également être en attente d'un accord réglementaire pour des tests dans d'autres domaines, notamment des tests de virus de transplantation à analyte unique. Enfin, des accords de fourniture de tests ont été signés avec des interlocuteurs de premier plan, pour détecter des maladies infectieuses (Papillomavirus humain à haut risque, VIH), ainsi que des arbovirus (dengue, Zika, Chikungunya).
Cependant, malgré ce début de transition prometteur, la baisse du Chiffre d'Affaires lié au Covid-19 plus prononcée que prévu, ainsi que le mutisme de la direction sur le long terme (basé sur la doctrine maison "No news is good news"), font douter les marchés et instaure une véritable crise de confiance voire une véritable défiance pour les investisseurs, lesquels semblent désormais déserter le titre, au point de la faire repasser "penny-stock" (valeur du titre inférieure à 1 euro).
Le 10 novembre 2022, la société annonce le départ avec effet immédiat de David Allmond de son poste de CEO et du conseil d'administration, l'intérim est confiée à James McCarthy, le Directeur Financier du groupe (CFO : Chief Financial Officer).